# Бендерская, Анастасия Дмитриевна
Анастасия Дмитриевна Бендерская  (род. 7 ноября 1989, Минск, БелССР, СССР) — белорусский композитор, аранжировщик, музыкальный педагог, фольклорист, публицист, исследователь музыки.

## Биография
Родилась в городе Минске. Окончила теоретическое отделение Республиканской гимназии-колледжа при БГАМ. Выпускница кафедры композиции Белорусской государственной академии музыки (класс профессора В. В. Дорохина).
С 2018 года преподает музыкально-теоретические дисциплины в Республиканской гимназии-колледже при БГАМ.

Является автором ряда камерных инструментальных и вокальных сочинений, многие из которых исполняются на конкурсах. Хоровые произведения Анастасии Бендерской исполняются лучшими коллективами Беларуси и других стран, участвуют в составлении гастрольной и конкурсной программы для поездок по Беларуси и в страны Европы.
Хоровая музыка — моя любовь, и все, что связано с хором, — это дела сердечные.

Участница и солистка камерного хора «Salutaris» (художественный руководитель — Ольга Янум).
В 2015 году обработка народной песни «Ой, дабранач», исполненная хором «Salutaris» на минском хоровом фестивале «Папараць-кветка», получила специальный Диплом «Лучшее произведение форума».
Летом 2017 года «Гуканне вясны» прозвучало на Международном хоровом форуме (классическом евровидении) в Риге в исполнении студенческого хора Белорусской Академии музыки под управлением Инессы Бодяко.
В декабре 2017 года в Минске состоялась премьера оркестрового сочинения «Симфонической поэмы» в исполнении оркестра «Метаморфоза» (дирижер Павел Любомудров).